# نقار الخشب
القراع أو نقار الخشب أو نقار (الاسم العلمي: Picidae) يعد طائر نقار الخشب من أشهر فصائل الطيور حيث يتميز بمجموعة من الخصائص؛ حيث أن له عادات يؤديها بانتظام وإصرار غريبين ويمتاز أيضاً بمنقاره المدبب الذي يستعمله في نقب الأشجار بواسطة النقر السريع المتواصل كما يملك هذا الطائر ذيلاً صلباً يستخدمه مع قدميه في تثبيت نفسه على الأشجار ويتغذى نقّار الخشب على الديدان والخنافس ويبني عشه بطريقة غريبة إذ يحفر ثقباً في الشجرة
ثم يحفر ممراً طويلاً عمودياً على مدخل الثقب داخل جذع الشجرة ويبلغ طوله 30سم وفي أسفل هذا الممر تضع أنثى نقّار الخشب بيضها من 4-7 بيضات صغيرة. وتعد الغابات ذات الأشجار القديمة أو الميتة البيئة الأنسب لنقّار الخشب حيث يجد فيها ضالته من الحشرات والديدان والتي تنتشر بكثرة في تلك الأشجار. وهناك أحجام متباينة من طيور نقّار الخشب تبدأ بعضها بطول يصل إلى 7 بوصات. وتتميز ذكور نقّار الخشب
بانتشار الريش الأحمر في رؤوسها بكثرة عن الإناث.

## الخصائص التي يتميز بها نقار الخشب
- منقار قوي متين، يعمل تماماً كأداة خرق الخشب.
- عضلات رقبة قوية شديدة.
- ضرورية لتأمين ضربات إيقاعية قويَّةٍ للمنقار الذي يعمل كإزميل.
- جمجمة سميكة، ولكنها أعطيت مرونة بأربطة دقيقة متعامدة.
- مخمِّد للصدمات (يمتص الاهتزازات) وهو من نسيج ثخين بين المنقار والجمجمة وهذا النسيج غير موجود عند بقية الطيور طبعاً.
- لسان طويل رفيع، على شكل سلك شائك ومغطى بمادة لزجة، يلتقط به الحشرات.
- أرجل قصيرة قوية لا تشبه الأرجل النحيلة لمعظم الطيور.
- أصابع أرجل (كالملزمة)، اثنتان في المقدمة واثنتان في المؤخرة فهي ككمّاشة كاملة للتعلق المتين بلحاء الشجر.
- ريش الذنب القاسي، ينتهي برؤوس حادة وهي ضرورية لدعم نقّار الخشب وهو يحفر موقع عشه .

## جمجمة نقار الخشب
يتغذى نقار الخشب على الحشرات واليرقات التي تختفي في جذوع الأشجار ويستخرجها عن طريق النقر. تقوم هذه الطيور بحفر أعشاشها في الأشجار الصحيحة بمهارة تضاهي مهارة أعظم فناني الحفر. يستطيع نقار الخشب المرقش أن ينقر ما بين تسع إلى عشر نقرات في الثانية الواحدة ويزداد هذا العدد ليصل إلى ما بين 15 ـ 20 عند الأنواع الأصغر حجماً ومنها نقار الخشب الأخضر.
يتعرض نقار الخشب أثناء نقره للشجر بمنقاره العلوي إلى صدمة كبيرة ومع ذلك توجد لديه آليتان لامتصاص هذه الصدمة:
الأولى: هي الأنسجة الليفية الواصلة بين الجمجمة والمنقار والتي تخفف من حدة الصدمة
الثانية: هي لسان الطائر يدور اللسان داخل الجمجمة ليتصل مع مقدمة الطائر. تشبه الميكانيكية التي تعمل وفقها عضلة اللسان المقلاع وهو يساهم في تخفيف الصدمة الناتجة عن كل نقرة وهكذا تتناقص الصدمة (التي تمتصها الخلايا الإسفنجية ) إلى أن تتلاشى في النهاية
عندما يقوم نقار الخشب الأخضر بحفر عشه فإن سرعة عمله تصل إلى 100 كم /سا هذه السرعة لا تؤثر على دماغه الذي يبلغ حجمه حبة الكرز.
أما الزمن الفاصل بين النقرة والأخرى فهو أقل من 1/1000 من الثانية. عندما يبدأ الطائر في النقر ينتظم الرأس والمنقار في خط مستقيم تماماً
فأي انحراف بسيط سيؤدي إلى تمزق في الدماغ. إن الصدمة التي تنتج عن هذه الطرقات المتتالية لا تختلف عن تلك التي يسببها ضرب الرأس في حائط إسمنتي إلا أن التصميم المعجز لدماغ نقار الخشب يجنبه التعرض لأي نوع من الإصابة.
تتصل عظام الجمجمة عند معظم الطيور ببعضها ويعمل المنقار مع حركة الفك السفلي. إلا أن منقار وجمجمة طائر نقار الخشب منفصلان عن بعضهما بأنسجة إسفنجية تمتص الصدمات الناتجة عن عملية النقر. وتؤدي هذه المادة المرنة عملها بشكل أفضل من ماص الصدمات في السيارات.
إن جودة هذه المادة تأتي من قدرتها على امتصاص الصدمات المتتالية بفواصل قصيرة جداً واستعادتها لحالتها الطبيعية على الفور وهي تفوق بجودتها المواد التي أفرزتها التكنولوجيا الحديثة بأشواط. تكتمل هذه العملية حتى في حالات أداء الطائر عشر طرقات في الثانية. إن فصل المنقار عن الجمجمة بهذه الطريقة الخارقة تسمح للحجرة التي تحمل دماغ الطائر بالحركة بعيداً عن المنقار العلوي أثناء عملية النقر وهكذا تكون وتتشكل آلية ثانية في امتصاص الصدمات.